# 新斯科舍省督府
新斯科舍省督府（Government House）是新斯科舍省省督的官邸，位于哈利法克斯的巴灵顿街1451号。

## 历史
1800年，当时的省督约翰·温特沃斯爵士下令修建，以取代位于目前省议会大楼处的旧楼，当年9月1日奠基。这块土地最初是由英国政府购买的，作为新殖民地立法机构的所在地，但最终被认为离市中心太远，改为省督府。1805年，省督和他的家人搬进了仍未完工的大楼。